# Oenopota candida
Oenopota candida is een slakkensoort uit de familie van de Mangeliidae. De wetenschappelijke naam van de soort is voor het eerst geldig gepubliceerd in 1926 door Yokoyama.